# Aegyptobia menoni
Aegyptobia menoni är en spindeldjursart som beskrevs av Maninder och Ghai 1980. Aegyptobia menoni ingår i släktet Aegyptobia och familjen Tenuipalpidae. Inga underarter finns listade i Catalogue of Life.